# 間抜け
| ウィキペディアには「間抜け」という見出しの百科事典記事はありません（タイトルに「間抜け」を含むページの一覧/「間抜け」で始まるページの一覧）。 代わりにウィクショナリーのページ「まぬけ」が役に立つかもしれません。 |